# Associazione Calcio Monza 1943-1944
Questa voce raccoglie le informazioni riguardanti l'Associazione Calcio Monza nelle competizioni ufficiali della stagione 1942-1943.

## Stagione
Nella stagione 1943-1944 il Monza ha disputato il girone C di un torneo di guerra a categoria mista.
Il torneo fu disputato dal 30 gennaio al 21 maggio 1944. Il Monza con soli sei punti in classifica si è piazzato ottavo ed ultimo, raggranellando solo due vittorie, due pareggi e dieci sconfitte. Con quattro reti in undici gare il miglior realizzatore stagionale è stato Primo Tagliabue.
Per la terza consecutiva stagione alla guida dei brianzoli troviamo Mario Antonioli, che diresse una squadra condizionata dalle forzate assenze di molti titolari impegnati nel conflitto mondiale. 

## Rosa
| N. |                   | Ruolo | Calciatore            |
| -- | ----------------- | ----- | --------------------- |
|    | Italia (bandiera) | C     | Carlo Azzimonti       |
|    | Italia (bandiera) | A     | Angelo Bernini        |
|    | Italia (bandiera) | C     | Renzo Bortini         |
|    | Italia (bandiera) | A     | Giuseppe Bossi        |
|    | Italia (bandiera) | C     | B. Cantù              |
|    | Italia (bandiera) | A     | Angelo Casiraghi      |
|    | Italia (bandiera) | A     | Luciano Cicognini     |
|    | Italia (bandiera) | D     | Luigi Corbetta        |
|    | Italia (bandiera) | P     | Enio Crotti           |
|    | Italia (bandiera) | P     | Giuseppe Duranti      |
|    | Italia (bandiera) | A     | Enrico Erba           |
|    | Italia (bandiera) | C     | Attilio Farina        |
|    | Italia (bandiera) | P     | Ermenegildo Garanzini |

| N. |                   | Ruolo | Calciatore         |
| -- | ----------------- | ----- | ------------------ |
|    | Italia (bandiera) | C     | Diego Ghezzi       |
|    | Italia (bandiera) | C     | Giuseppe Maietti   |
|    | Italia (bandiera) | D     | Marelli            |
|    | Italia (bandiera) | A     | Gastone Masè       |
|    | Italia (bandiera) | C     | Aldo Mostacchi     |
|    | Italia (bandiera) | A     | Gino Pedani        |
|    | Italia (bandiera) | D     | Giuseppe Rampini   |
|    | Italia (bandiera) | D     | Giacinto Recalcati |
|    | Italia (bandiera) | C     | Rossi              |
|    | Italia (bandiera) | A     | Vito Stucchi       |
|    | Italia (bandiera) | A     | Primo Tagliabue    |
|    | Italia (bandiera) | A     | Sergio Vittori     |
|    | Italia (bandiera) | A     | Zambrini           |

## Risultati

### Girone di andata
| Arbitro: | De Vecchi (Milano) |

|              |           |                             |
| Azimonti 55’ | Marcatori | 14’ Oriani 33’, 73’ Granata |

| Arbitro: | Ricci (Pavia) |

|                                       |           |  |
| Sacchini 35’ Villa 44’, 52’, 70’, 76’ | Marcatori |  |

| Arbitro: | Colombo (Milano) |

|  |           |             |
|  | Marcatori | 60’ Pesenti |

| Arbitro: | Matucci (Seregno) |

|                                           |           |              |
| Riva 30’, 50’ (rig.) 85’ (rig.) Corti 73’ | Marcatori | 5’ Casiraghi |

| Arbitro: | Cicardi (Lecco) |

|              |           |           |
| Tagliabue 5’ | Marcatori | 88’ Magni |

| Arbitro: | Brassi (Pavia) |

|                       |           |  |
| Bottoni 20’ Merli 85’ | Marcatori |  |

| Arbitro: | Salvi (Milano) |

|               |           |  |
| Tagliabue 51’ | Marcatori |  |

### Girone di ritorno
| Arbitro: | Cicardi (Lecco) |

|                           |           |  |
| Schiffo 40’ Dal Molin 54’ | Marcatori |  |

| Arbitro: | Matucci (Seregno) |

|               |           |           |
| Casiraghi 47’ | Marcatori | 38’ Villa |

| Arbitro: | Gabbato (Milano) |

|                                |           |  |
| Marazzini 52’, 69’ Pesenti 61’ | Marcatori |  |

| Arbitro: | Colleoni (Milano) |

|               |           |                                        |
| Cicognini 85’ | Marcatori | 14’ Prata Pizzala 21’ Piazza 43’ Corti |

| Arbitro: | Kappler (Milano) |

|                                    |           |               |
| Pirovano 18’ Sanvito 62’ Magni 64’ | Marcatori | 29’ Tagliabue |

| Arbitro: | Branchi (Milano) |

|                    |           |             |
| Erba 3’ Pedani 12’ | Marcatori | 35’ Curioni |

| Arbitro: | Brassi (Pavia) |

|                                           |           |               |
| Roncari 20’, 75’ Gaggia 25’ Gusmeroli 70’ | Marcatori | 87’ Tagliabue |